# 12-Stunden-Rennen von Sebring 2011

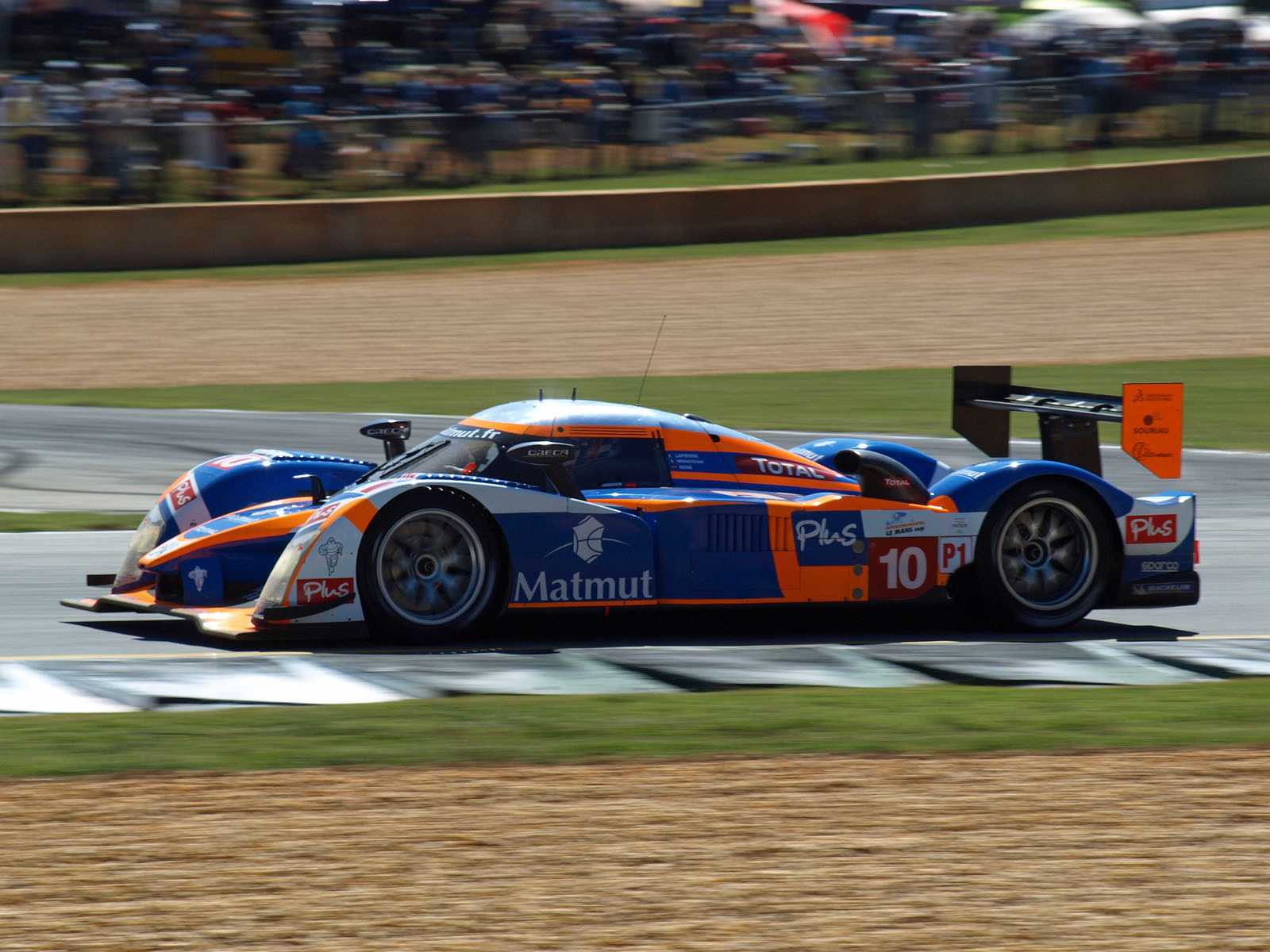
Der siegreiche Oreca-Peugeot 908 HDi FAP mit der Startnummer 10, hier beim Petit Le Mans 2011. In Sebring gewannen Nicolas Lapierre, Loïc Duval und Olivier Panis mit diesem Fahrzeug das Rennen

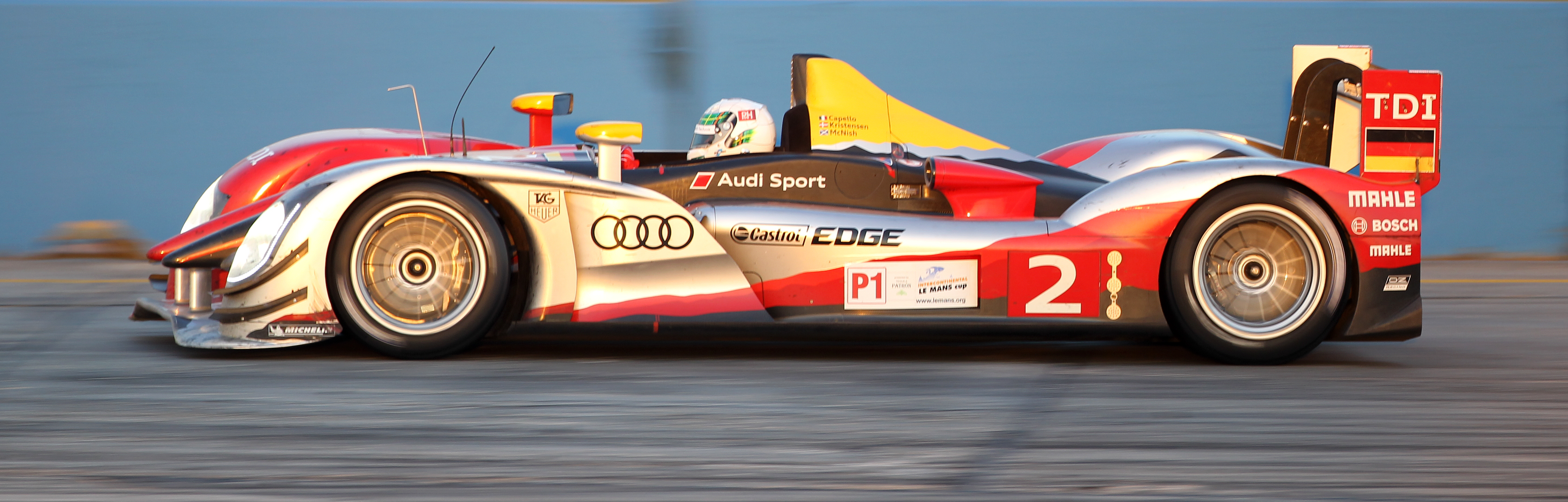
Der Audi R15 TDI mit der Startnummer 2. Allan McNish, Tom Kristensen und Rinaldo Capello erreichten damit den vierten Rang in der Gesamtwertung

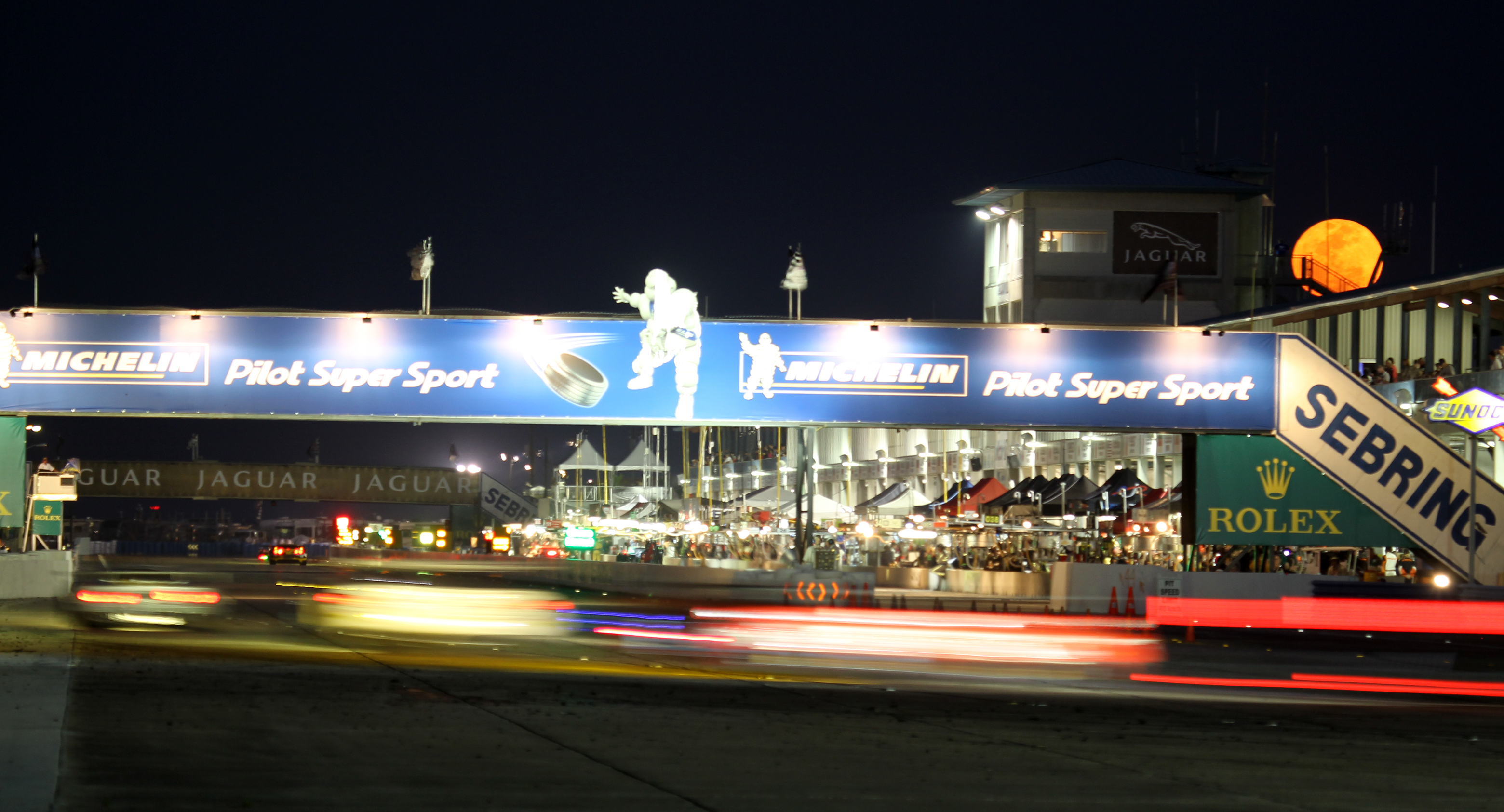
Der Übergang an der Boxenanlage zu Beginn der letzten Rennstunde in der Nacht

Das 59. 12-Stunden-Rennen von Sebring, auch 59th Annual Mobil 1 Twelve Hours of Sebring presented by Fresh from Florida, Sebring International Raceway, fand am 19. März 2011 auf dem Sebring International Raceway statt und war der erste Wertungslauf der ALMS-Saison und des Intercontinental Le Mans Cup 2011.

## Das Rennen
Der französische Rennstall Oreca gewann mit dem privat eingesetzten Peugeot 908 HDi FAP gegen die starke Werkskonkurrenz von Audi und Peugeot überraschend das 12-Stunden-Rennen. Vor allem für Peugeot war das Ergebnis erstaunlich, da die Werksmannschaft mit dem 908 einen neuen Le-Mans-Prototypen nach Sebring brachte. Aufgrund der Reglementsänderungen 2011 wurde ein kleinerer Dieselmotor als im Vorgängermodell verbaut. Es handelte sich hierbei um einen 3,7-Liter-V8-Motor, der 405 kW (550 PS) leistete. Über der Motorabdeckung wurde, den Reglementsänderungen entsprechend, eine Finne hinzugefügt, die einen Überschlag des Fahrzeuges bei einem Unfall verhindern sollte. Zudem wurde nun an der Vorderachse dieselbe Reifengröße wie an der Hinterachse verwendet, an beiden Achsen waren Magnesium-Felgen mit 14,5 Zoll Breite angebracht, die mit Michelin-Radialreifen der Größe 37/71-18 bereift waren. Weitere Modifikationen des Chassis sollten die Fahrbarkeit des Fahrzeugs verbessern. Die beiden Werkswagen wurden von den Teams Alexander Wurz/Anthony Davidson/Marc Gené und Franck Montagny/Stéphane Sarrazin/Pedro Lamy pilotiert.
Audi hatte für die Sportwagensaison 2011 mit dem E18 ebenfalls einen neuen, diesmal geschlossenen Prototyp entwickelt. In Sebring kamen aber noch ein letztes Mal die offenen R15 TDI zum Einsatz. Fahrer waren die bekannten Audi-Piloten Allan McNish, Tom Kristensen, Rinaldo Capello und Mike Rockenfeller. Dazu kamen Timo Bernhard und Romain Dumas, eigentlich Porsche-Werkspiloten, die ausgewählte Langstreckenrennen für Audi bestritten.
Beide Audi kamen schon früh im Rennen in Schwierigkeiten. Beim Wagen mit der Startnummer 1 gab es einen Reifenschaden, nachdem Mike Rockenfeller über Wrackteile fuhr. Dabei wurde die Karosserie beschädigt, was eine längere Reparatur zur Folge hatte. Der zweite R15 kollidierte mit dem Werks-908 von Marc Gené und erlitt dabei einen Aufhängungsschaden. Tom Kristensen übersah Gene bei dessen Überholversuch, und beide Fahrzeuge drehten sich. Die Audis fielen weit zurück, konnten das Rennen aber beenden und erreichten die Ränge vier und fünf im Schlussklassement.
Besser lief es zu Beginn bei Peugeot. Vom Start weg führte neun Stunden lang der 908 mit der Startnummer 8 überlegen das Rennen an. Dann drehte sich Pedro Lamy mit kalten Reifen von der Strecke. Bis er den Wagen wieder auf die Bahn steuern konnte, ging eine volle Rennrunde verloren. Der zweite 908 war nach der Kollision mit dem Audi und der darauf folgenden Reparatur aus dem Spitzenfeld gefallen. Da es in Sebring keine geschlossenen Boxenanlagen gibt, musste Gené, wie bei US-amerikanischen Motorsportveranstaltungen üblich, ins Fahrerlager fahren, um dort die notwendigen Eingriffe durchführen zu lassen. Dabei verlor das Team 17 Runden auf die späteren Sieger.
Die Entscheidung fiel 40 Minuten vor Schluss, als Loïc Duval im Oreca-908 HDi FAP zum letzten Tankstopp an die Box kam und danach bis zum Ende durchfahren konnte. Dadurch ging zwar der HPD ARX-01e von David Brabham, Simon Pagenaud und Marino Franchitti in Führung, musste aber knapp vor dem Ende noch einmal zum Tanken und verlor dabei den Sieg. Franck Montagny und Stéphane Sarrazin konnten im 908 mit der Nummer 8 nur eine halbe der verlorenen ganzen Runde wieder aufholen und mussten sich mit Teamkollegen Lamy mit Rang drei begnügen.
170000 Zuschauer kamen am Renntag an die Strecke. Diese Rekordkulisse hatte ihren Grund auch im großen Starterfeld. Während im Vorjahr nur 33 Teams das Rennen aufnahmen, war es 2011 56.

## Ergebnisse

### Schlussklassement
| 1               | LMP1   | 10   | Team Oreca Matmut               | Nicolas Lapierre Loïc Duval Olivier Panis                | Peugeot 908 HDi FAP          | 332 |
| 2               | LMP1   | 01   | Highcroft Racing                | David Brabham Simon Pagenaud Marino Franchitti           | HPD ARX-01e                  | 332 |
| 3               | LMP1   | 8    | Peugeot Sport Total             | Franck Montagny Stéphane Sarrazin Pedro Lamy             | Peugeot 908                  | 332 |
| 4               | LMP1   | 2    | Audi Sport Team Joest           | Allan McNish Tom Kristensen Rinaldo Capello              | Audi R15 TDI                 | 327 |
| 5               | LMP1   | 1    | Audi Sport Team Joest           | Mike Rockenfeller Timo Bernhard Romain Dumas             | Audi R15 TDI                 | 326 |
| 6               | LMP1   | 016  | Dyson Racing Team Inc.          | Chris Dyson Jay Cochran Guy Smith                        | Lola B09/86                  | 324 |
| 7               | LMP1   | 12   | Rebellion Racing                | Neel Jani Jeroen Bleekemolen Nicolas Prost               | Lola B10/60                  | 320 |
| 8               | LMP1   | 7    | Peugeot Sport Total             | Alexander Wurz Anthony Davidson Marc Gené                | Peugeot 908                  | 315 |
| 9               | LMPC   | 036  | Genoa Racing                    | Mike Guasch Jens Petersen Dane Cameron                   | Oreca FLM09                  | 312 |
| 10              | GT     | 56   | BMW Motorsport                  | Dirk Müller Joey Hand Andy Priaulx                       | BMW M3 E92 GT                | 312 |
| 11              | LMPC   | 005  | Core Autosport                  | Ryan Dalziel Jon Bennett Frankie Montecalvo              | Oreca FLM09                  | 312 |
| 12              | GT     | 66   | BMW Motorsport                  | Dirk Werner Bill Auberlen Augusto Farfus                 | BMW M3 E92 GT                | 312 |
| 13              | GT     | 03   | Corvette Racing                 | Olivier Beretta Tommy Milner Antonio García              | Chevrolet Corvette C6-ZR1    | 312 |
| 14              | GT     | 04   | Corvette Racing                 | Oliver Gavin Jan Magnussen Richard Westbrook             | Chevrolet Corvette C6-ZR1    | 311 |
| 15              | GT     | 51   | AF Corse                        | Gianmaria Bruni Giancarlo Fisichella Pierre Kaffer       | Ferrari F430 GTC             | 311 |
| 16              | GT     | 045  | Flying Lizard Motorsports       | Jörg Bergmeister Patrick Long Marc Lieb                  | Porsche 997 GT3 RSR          | 310 |
| 17              | GT     | 044  | Flying Lizard Motorsports       | Darren Law Seth Neiman Marco Holzer                      | Porsche 997 GT3 RSR          | 306 |
| 18              | LMPC   | 006  | Core Autosport                  | Gunnar Jeannette Ricardo González Rudy Junco             | Oreca FLM09                  | 305 |
| 19              | GTE Am | 57   | Krohn Racing                    | Tracy Krohn Michele Rugolo Niclas Jönsson                | Ferrari F430 GTC             | 302 |
| 20              | LMP2   | 055  | Level 5 Motorsports             | Luis Díaz Ryan Hunter-Reay                               | Lola B11/40                  | 300 |
| 21              | GTC    | 054  | Black Swan Racing               | Damien Faulkner Tim Pappas Sebastiaan Bleekemolen        | Porsche 997 GT3 Cup          | 299 |
| 22              | GTC    | 066  | TRG                             | Duncan Ende Alain Li Spencer Pumpelly                    | Porsche 997 GT3 Cup          | 299 |
| 23              | GTC    | 030  | NGT Motorsports                 | Sean Edwards Henrique Cisneros Carlos Kauffmann          | Porsche 997 GT3 Cup          | 296 |
| 24              | GTC    | 011  | JDX Racing                      | Nick Ham Scott Blackett Chris Cumming                    | Porsche 997 GT3 Cup          | 295 |
| 25              | GTC    | 068  | TRG                             | Dion von Moltke Jim Norman Peter Ludwig                  | Porsche 997 GT3 Cup          | 295 |
| 26              | GT     | 040  | Robertson Racing                | Boris Said III Andrea Robertson David Robertson          | Ford GT                      | 294 |
| 27              | LMPC   | 063  | Genoa Racing                    | Christian Zugel Elton Julian Éric Lux                    | Oreca FLM09                  | 294 |
| 28              | GT     | 59   | Luxury Racing                   | Jean-Denis Delétraz Frédéric Makowiecki Stéphane Ortelli | Ferrari 458 Italia           | 292 |
| 29              | GTC    | 034  | Kelly Moss Motorsports          | Peter LeSaffre Andrew Davis Bob Faieta                   | Porsche 997 GT3 Cup          | 291 |
| 30              | LMP2   | 26   | Signatech Nissan                | Franck Mailleux Lucas Ordoñez Soheil Ayari               | Oreca 03                     | 290 |
| 31              | LMP2   | 35   | OAK Racing                      | Frédéric Da Rocha Patrice Lafargue Andrea Barlesi        | Pescarolo 01                 | 287 |
| 32              | GTC    | 077  | Magnus Racing                   | Craig Stanton John Potter Mathew Marsh                   | Porsche 997 GT3 Cup          | 282 |
| 33              | LMP2   | 33   | Level 5 Motorsports             | Christophe Bouchut Scott Tucker João Barbosa             | Lola B11/80                  | 280 |
| 34              | GTC    | 023  | Alex Job Racing                 | Leh Keen Bill Sweedler Brian Wong                        | Porsche 997 GT3 Cup          | 279 |
| 35              | GT     | 098  | Jaguar RSR                      | P. J. Jones Ken Wilden Rocky Moran junior                | Jaguar XKR                   | 256 |
| 36              | GTE Am | 63   | Proton Competition              | Richard Lietz Gianluca Roda Christian Ried               | Porsche 997 GT3 RSR          | 252 |
| 37              | LMPC   | 018  | Performance Tech Motorsports    | Jan-Dirk Lueders Anthony Nicolosi Jarrett Boon           | Oreca FLM09                  | 246 |
| 38              | GT     | 099  | Jaguar RSR                      | Bruno Junqueira Cristiano da Matta Oriol Servià          | Jaguar XKR                   | 35  |
| Ausgefallen     |        |      |                                 |                                                          |                              |     |
| 39              | GT     | 002  | Extreme Speed Motorsports       | Guy Cosmo Ed Brown Rob Bell                              | Ferrari 458 Italia           | 268 |
| 40              | GT     | 062  | Risi Competizione               | Jaime Melo Toni Vilander                                 | Ferrari 458 Italia           | 266 |
| 41              | GT     | 004  | Robertson Racing                | Anthony Lazzaro David Murry Colin Braun                  | Ford GT                      | 261 |
| 42              | GT     | 048  | Paul Miller Racing              | Bryce Miller Sascha Maassen René Rast                    | Porsche 997 GT3 RSR          | 231 |
| 43              | GTE Am | 62   | CRS Racing                      | Pierre Ehret Roger Willis Shaun Lynn                     | Ferrari F430 GTC             | 223 |
| 44              | LMP1   | 15   | OAK Racing                      | Matthieu Lahaye Pierre Ragues Guillaume Moreau           | Pescarolo 01                 | 222 |
| 45              | GT     | 017  | Team Falken Tire                | Bryan Sellers Martin Ragginger Wolf Henzler              | Porsche 997 GT3 RSR          | 220 |
| 46              | LMPC   | 038  | Iconik Energy Drinks WRO        | Johnny Mowlem Luca Moro Olivier Lombard                  | Oreca FLM09                  | 203 |
| 47              | LMPC   | 052  | PR1 Mathiasen Motorsports       | Ryan Lewis Ken Dobson Henri Richard                      | Oreca FLM09                  | 185 |
| 48              | LMP1   | 06   | Muscle Milk Aston Martin Racing | Greg Pickett Klaus Graf Lucas Luhr                       | Lola B08/62                  | 151 |
| 49              | LMP1   | 24   | OAK Racing                      | Richard Hein Jacques Nicolet Jean-François Yvon          | Pescarolo 01                 | 110 |
| 50              | GTC    | 032  | Spectra Resources GMG Racing    | James Sofronas Jan Seyffarth Bret Curtis                 | Porsche 997 GT3 Cup          | 87  |
| 51              | LMPC   | 089  | Intersport Racing               | Kyle Marcelli Rusty Mitchell Tomy Drissi                 | Oreca FLM09                  | 85  |
| 52              | GT     | 001  | Extreme Speed Motorsports       | Scott Sharp Johannes van Overbeek Dominik Farnbacher     | Ferrari 458 Italia           | 58  |
| 53              | GTE Am | 50   | Larbre Compétition              | Gabriele Gardel Patrick Bornhauser Julien Canal          | Chevrolet Corvette C6-ZR1    | 37  |
| 54              | GT     | 050  | Panoz Racing                    | Ian James Benjamin Leuenberger                           | Panoz Abruzzi                | 19  |
| 55              | GT     | 008  | West Yokohama Racing            | Nicky Pastorelli Dominik Schwager Brett Sandberg         | Lamborghini Gallardo LP560-4 | 10  |
| 56              | GTE Am | 60   | Gulf AMR Middle East            | Roald Goethe Mike Wainwright Fabien Giroix               | Aston Martin V8 Vantage      | 5   |
| Nicht gestartet |        |      |                                 |                                                          |                              |     |
| 57              | GTC    | 023T | Alex Job Racing                 | Leh Keen Bill Sweedler Brian Wong                        | Porsche 997 GT3 Cup          | 1   |

1 Trainingswagen

### Nur in der Meldeliste
Hier finden sich Teams, Fahrer und Fahrzeuge, die ursprünglich für das Rennen gemeldet waren, aber aus den unterschiedlichsten Gründen daran nicht teilnahmen.
| Pos. | Klasse | Nr. | Team                | Fahrer                                       | Chassis              |
| ---- | ------ | --- | ------------------- | -------------------------------------------- | -------------------- |
| 58   | LMP1   | 007 | Aston Martin Racing | Stefan Mücke Darren Turner Adrián Fernández  | Aston Martin AMR-One |
| 59   | LMP1   | 037 | Intersport Racing   | Jon Field Clint Field                        | Lola B06/10          |
| 60   | LMP2   | 05  | LNT                 | Andrew Prendeville Rusty Mitchell Luke Hines | Radical SR9          |
| 61   | LMP1   | 5   | Hope Racing         | Steve Zacchia Olivier Lombard                | Oreca 01             |
| 62   | GT     | 58  | Luxury Racing       | François Jakubowski Anthony Beltoise         | Ferrari 458 Italia   |
| 63   | GT     | 61  | AF Corse            | Piergiuseppe Perazzini Marco Cioci           | Ferrari F430 GTC     |

### Klassensieger
| Klasse | Fahrer           | Fahrer           | Fahrer                 | Fahrzeug            | Platzierung im Gesamtklassement |
| ------ | ---------------- | ---------------- | ---------------------- | ------------------- | ------------------------------- |
| LMP1   | Nicolas Lapierre | Loïc Duval       | Olivier Panis          | Peugeot 908 HDi FAP | Gesamtsieg                      |
| LMP2   | Luis Díaz        | Ryan Hunter-Reay |                        | Lola B11/40         | Rang 20                         |
| LMPC   | Mike Guasch      | Jens Petersen    | Dane Cameron           | Oreca FLM09         | Rang 9                          |
| GT     | Dirk Müller      | Joey Hand        | Andy Priaulx           | BMW M3 E92 GT       | Rang 10                         |
| GTE Am | Tracy Krohn      | Michele Rugolo   | Niclas Jönsson         | Ferrari F430 GTC    | Rang 19                         |
| GTC    | Damien Faulkner  | Tim Pappas       | Sebastiaan Bleekemolen | Porsche 997 GT3 Cup | Rang 21                         |

### Renndaten
- Gemeldet: 63
- Gestartet: 56
- Gewertet: 38
- Rennklassen: 6
- Zuschauer: warm und trocken
- Wetter am Renntag: 1700000
- Streckenlänge: 5,955 km
- Fahrzeit des Siegerteams: 12:00:28,423 Stunden
- Gesamtrunden des Siegerteams: 332
- Gesamtdistanz des Siegerteams: 1976,918 km
- Siegerschnitt: 164,634 km/h
- Pole Position: Stéphane Sarrazin – Peugeot 908 (#9) – 1:46,571 – 201,147 km/h
- Schnellste Rennrunde: Alexander Wurz – Peugeot 908 (#7) – 1:48,141 – 198,228 km/h
- Rennserie: 1. Lauf zur ALMS-Saison 2011
- Rennserie: 1. Lauf zum Intercontinental Le Mans Cup 2011